# Deutsche Meisterschaften Altersklassen Ü35 und Ü40 (Basketball)
Deutsche Meisterschaften Altersklassen Ü35 und Ü40 werden jedes Jahr wiederkehrend vom Deutschen Basketball Bund (DBB) als nationale, zweitägige Wettbewerbsturniere für Seniorenspieler in exakt abgegrenzten Altersklassen ausgeschrieben. Die Wettbewerbe sind auf der oberen Ebene der Betrachtung Bestandteil des Konzeptes 'Sports for all' der olympischen Bewegung. Die Turniere werden bei den Männern seit 1966, in beiden Altersklassen, und bei den Frauen seit 1985 und seit 1992 ausgespielt. Sie werden außerhalb des strukturierten und geordneten Regelspielbetriebs im Bereich des Deutschen Basketball Bundes (DBB) bzw. seiner Landesverbände und deren Bezirke veranstaltet.
| JAHR | SENIOREN II                  |  | SENIOREN III           |
| --- | ---------------------------- |  | ---------------------- |
| |                              |  |                        |
| 1966 | USC Heidelberg               |  | SSV Hagen              |
| 1967 | USC Heidelberg               |  | VfL Bad Kreuznach      |
| 1968 | USC Heidelberg               |  | VfL Bad Kreuznach      |
| 1969 | Eintracht Frankfurt          |  | VfL Bad Kreuznach      |
| 1970 | Eintracht Frankfurt          |  | SC Rist Wedel          |
| 1971 | ETB Schwarz-Weiß Essen       |  | ATV Düsseldorf         |
| 1972 | BG 46/61 Göttingen           |  | ATV Düsseldorf         |
| 1973 | Hamburger TB                 |  | ATV Düsseldorf         |
| 1974 | MTV Gießen                   |  | ATV Düsseldorf         |
| 1975 | Universität Köln             |  | ATV Düsseldorf         |
| 1976 | Universität Köln             |  | SG BC/USC München      |
| 1977 | SV Grün-Weiß Frankfurt       |  | BG ART/TVG Düsseldorf  |
| 1978 | TSV Schwaben Augsburg        |  | BG ART/TVG Düsseldorf  |
| 1979 | MTV Wolfenbüttel             |  | BG ART/TVG Düsseldorf  |
| 1980 | MTV Wolfenbüttel             |  | BG ART/TVG Düsseldorf  |
| 1981 | MTV Wolfenbüttel             |  | BG ART/TVG Düsseldorf  |
| 1982 | VfL Grasdorf                 |  | BG ART/TVG Düsseldorf  |
| 1983 | MTV Gießen                   |  | TV Heidelberg          |
| 1984 | TUS 04 Leverkusen            |  | BG ART/TVG Düsseldorf  |
| 1985 | USC Heidelberg               |  | BG ART/TVG Düsseldorf  |
| 1986 | BC Giants Osnabrück          |  | MTV Wolfenbüttel       |
| 1987 | BG EK Stuttgart/SV Möhringen |  | SG BC/USC München      |
| 1988 | BG EK Stuttgart/SV Möhringen |  | MTV Wolfenbüttel       |
| 1989 | TTL Basketball Bamberg       |  | MTV Wolfenbüttel       |
| 1990 | Galasataray Köln             |  | SG BC/USC München      |
| 1991 | MTSV Schwabing München       |  | MTV Wolfenbüttel       |
| 1992 | DBV Charlottenburg           |  | MTV Wolfenbüttel       |
| 1993 | DJK Köln-Nord                |  | MTV Wolfenbüttel       |
| 1994 | DBV Charlottenburg           |  | BG 74 Göttingen        |
| 1995 | DBV Charlottenburg           |  | BG 74 Göttingen        |
| 1996 | DBV Charlottenburg           |  | BG 74 Göttingen        |
| 1997 | ICKZ München Basket          |  | 1. FC Baunach          |
| 1998 | DBV Charlottenburg           |  | DBV Charlottenburg     |
| 1999 | FC Bayern München            |  | DJK Köln-Nord          |
| 2000 | DBV Charlottenburg           |  | Oldenburger TB         |
| 2001 | SG 74 Göttingen              |  | Oldenburger TB         |
| 2002 | Oldenburger TB               |  | TSV Breitengüßbach     |
| 2003 | FC Bayern München            |  | RheinEnergie Cologne   |
| 2004 | Berliner Turnerschaft        |  | DBV Charlottenburg     |
| 2005 | Basketball Boele-Kabel       |  | TSV Breitengüßbach     |
| 2006 | TV Langen Basketball         |  | Boele-Kabel            |
| |                              |  |                        |
| 2007 | TSV Ansbach                  |  | Basketball Boele-Kabel |
| 2008 | SC Rist Wedel                |  | TSV Ansbach            |
| 2009 | SC Rist Wedel                |  | DBV Charlottenburg     |
| 2010 | VFK Hagen 09                 |  | TSV Ansbach            |
| 2011 | TSV 1860 Rosenheim           |  | TSV Ansbach            |
| 2012 | DBV Charlottenburg           |  | TSG Waldbüttelbrunn    |
| 2013 | DBV Charlottenburg           |  | TSV Ansbach            |
| 2014 | VFK Hagen 09                 |  | DBV Charlottenburg     |
| 2015 | DBV Charlottenburg           |  | DBV Charlottenburg     |
| 2016 | SC Rist Wedel                |  | DBV Charlottenburg     |
| 2017 | SC Rist Wedel                |  | TSV 1860 Rosenheim     |
| 2018 | TSV 1860 Rosenheim           |  | TG 48 Würzburg         |
| 2019 | FC Bayern München            |  | SV Haspe 70            |
| 2020 | nicht ausgetragen            |  | nicht ausgetragen      |
| 2021 | nicht ausgetragen            |  | nicht ausgetragen      |
| 2022 | FC Bayern München            |  | SV Haspe 70            |
| 2023 | Rostock Seawolves            |  | SV Haspe 70            |
| 2024 | Rostock Seawolves            |  | FC Bayern München      |
| 2025 | SV Empor Berlin              |  | FC Bayern München      |
| |                              |  |                        |
| • grün: 'Deutsche Meisterschaften Senioren II und III' • gelb: 'Deutsche Meisterschaften AK Ü35 H und AK Ü40 H' |                              |  |                        |
| Quelle: PDF-Dokument unter Deutscher Basketball Bund – Meisterlisten                                            |                              |  |                        |
| |                              |  |                        |

| JAHR | SENIORINNEN II                   |  | SENIORINNEN III                         |
| --- | -------------------------------- |  | --------------------------------------- |
| 1985 | BG ART/TVG Düsseldorf            |  | - nicht ausgespielt -                   |
| 1986 | TSV Bayer 04 Leverkusen          |  | - nicht ausgespielt -                   |
| 1987 | BG ART/TVG Düsseldorf            |  | - nicht ausgespielt -                   |
| 1988 | VfL Marburg                      |  | - nicht ausgespielt -                   |
| 1989 | TSV Bayer 04 Leverkusen          |  | - nicht ausgespielt -                   |
| 1990 | TSV Bayer 04 Leverkusen          |  | - nicht ausgespielt -                   |
| 1991 | Post SV Nürnberg                 |  | - nicht ausgespielt -                   |
| 1992 | TSV Bayer 04 Leverkusen          |  | HSG Halle                               |
| 1993 | TSV Bayer 04 Leverkusen          |  | BG 74 Göttingen                         |
| 1994 | TSV Bayer 04 Leverkusen          |  | KuSG Leimen                             |
| 1995 | TSV Bayer 04 Leverkusen          |  | BG 74 Göttingen                         |
| 1996 | SG DSHS Köln                     |  | KuSG Leimen                             |
| 1997 | Post SV Nürnberg                 |  | TSV Bayer 04 Leverkusen                 |
| 1998 | DSHS Köln                        |  | TSV Bayer 04 Leverkusen                 |
| 1999 | BasCats Köln                     |  | DBC Berlin                              |
| 2000 | BasCats Köln                     |  | TSV Bayer 04 Leverkusen                 |
| 2001 | Cologne 99ers                    |  | TSV Bayer 04 Leverkusen                 |
| 2002 | SG Cologne 99ers                 |  | TSV Bayer 04 Leverkusen                 |
| 2003 | Remscheider SV                   |  | TSV Bayer 04 Leverkusen                 |
| 2004 | Remscheider SV                   |  | SG Aplerbeck                            |
| 2005 | DJK Köln-Nord                    |  | SG Aplerbeck                            |
| 2006 | SC Aplerbeck 09                  |  | SG München                              |
| |                                  |  |                                         |
| 2007 | FC Bayern München                |  | SG Aplerbeck/Köln/Bochum                |
| 2008 | DJK Köln-Nord                    |  | SG Dortmund                             |
| 2009 | BG Köln                          |  | SG Köln/Bayer Uerdingen                 |
| 2010 | BG Köln                          |  | SG Dortmund/Bochum                      |
| 2011 | NB Oberhausen                    |  | SG Dortmund/Bochum                      |
| 2012 | NB Oberhausen                    |  | SG Dortmund/Bochum                      |
| 2013 | NB Oberhausen                    |  | SG Bayern München/Jena/Jahn München     |
| 2014 | NB Oberhausen                    |  | SG Hochheim/Roßdorf                     |
| 2015 | NB Oberhausen                    |  | BG Köln                                 |
| 2016 | SG FCB/Jahn München              |  | BG Köln                                 |
| 2017 | SG FCB/Jahn München              |  | SG TG Würzburg/Jahn München             |
| 2018 | SG Sandhausen / KA / Pforzheim   |  | BG Köln                                 |
| 2019 | NB Oberhausen                    |  | SG Neuburg/Rott/Neuötting               |
| 2020 | nicht ausgetragen                |  | nicht ausgetragen                       |
| 2021 | nicht ausgetragen                |  | nicht ausgetragen                       |
| 2022 | NB Oberhausen                    |  | SG TG Würzburg/Jahn München             |
| 2023 | SG Wasserburg/Würzburg/Augsburg  |  | SG Wasserburg/Neuötting/Würzburg        |
| 2024 | MSG Oppenheim                    |  | MSG Völklingen                          |
| 2025 | SG Litzendorf/Markt./Neustadt/A. |  | MSG Jahn/FC Bayern München/Unterhaching |
| |                                  |  |                                         |
| • grün: 'Deutsche Meisterschaften Seniorinnen II und III' • gelb: 'Deutsche Meisterschaften AK Ü35 D und AK Ü40 D' |                                  |  |                                         |
| Quelle: PDF-Dokument unter Deutscher Basketball Bund – Meisterlisten                                               |                                  |  |                                         |
| |                                  |  |                                         |

## Positionierung und Abgrenzung der vier Wettbewerbe
Die Meisterschaftswettbewerbe der Altersklassen Ü35 und Ü40 (AK Ü35 und AK Ü40) gehören nicht zu den 'Oldie'-Wettbewerben des DBB, die von Breitensport- und Freizeitbasketballer bzw. ihren Vereinen in höheren Altersklassen, ab AK Ü45, ausgerichtet werden. Die Meisterschaftswettbewerbe der AK Ü35 und AK Ü40 werden im allgemeinen Sprachgebrauch der deutschen Basketballer auch als Deutsche Meisterschaften der 'Seniorinnen II' und 'Seniorinnen III' bzw. Deutsche Meisterschaften der 'Senioren II' und 'Senioren III' bezeichnet. Sie wurden bis 2006 unter diesen Bezeichnungen ausgespielt. Der 'Deutsche Damenbasketballmeister' und der 'Deutsche Basketballmeister' der Männer werden im Wettbewerb der Damen-Basketball-Bundesliga (DBBL) und der Basketball-Bundesliga (BBL) zwischen Profi-Mannschaften ausgespielt. In den deutschen Profiligen der Senioren, die nachgeordneten ProA und ProB, wird keine gesonderte Deutsche Meisterschaft ausgespielt. Bei den Meisterschaften der AK Ü35 und AK Ü40 handelt es sich nicht um einen regelmäßigen Ligaspielbetrieb.

## Organisation und Durchführung der Wettbewerbsturniere

### Trennung nach Geschlecht und Alter
Die Deutschen Meisterschaften Altersklassen Ü35 und Ü40 der Basketballer im DBB werden in den zwei Altersklassen getrennt für Frauen- und Männermannschaften ausgerichtet. Spielberechtigt sind Spieler in den beiden Altersklassen, wenn ihr individuelles Alter mit der untersten Altersstufe der jeweiligen Altersklasse gleich oder älter ist. Stichtag für die Altersfeststellung ist der erste Januar des jeweiligen Turnierjahres. In den beiden Altersklassen gibt es keine Altersbegrenzung für spielberechtigte Spieler, die älter als vierzig Jahre sind. Es gilt der Grundsatz, 'alt spielt mit jung'.

### Organisatoren und Ausrichter
Organisiert werden die Deutschen Meisterschaften Altersklassen Ü35 und Ü40 der Seniorenbasketballer als zweitägige Wochenendturniere. Die Organisation erfolgt weitgehend durch die Ausrichter, welche die gesamte Durchführung der jeweiligen Altersklassenturniere übernehmen. Die turnierausrichtenden Regionalligabereiche werden in den vorhergehenden Ausschreibungen benannt. Die Ausrichterverantwortung für die Turniere wechselt zwischen den vier Regionalligabereichen und wird von diesen bestimmten Vereinen zugeordnet. Der Deutsche Basketball Bund legt Wert darauf, dass die zwei Turniere der Frauen- und Männerwettbewerbe einer Altersklasse jeweils gemeinsam stattfinden, mit einem gemeinschaftlichen Rahmenprogramm.

### Teilnahme- und Einsatzberechtigung
Zugelassen zu jeder der vier separaten Deutschen Meisterschaften AK Ü35 und AK Ü40 sind jeweils acht Mannschaften. Die Teilnahmeberechtigung erwerben die teilnehmenden Mannschaften durch Qualifikation in den Bereichen Regionalliga Nord, Regionalliga West, Regionalliga Südwest und Regionalliga Südost. Je Regionalligabereich können für jedes zentrale Altersklassenendturnier zwei Mannschaften gemeldet werden. Vereine in einem Regionalligabereich können, unter Beachtung spezieller Regelungen, Spielgemeinschaften bilden. Die Regionalligabereiche melden ihre qualifizierten Teilnehmermannschaften mit der Zuordnung Rang 1 und Rang 2 an. Die Verantwortung für die Durchführung der Qualifikation für das Meisterschaftsendturnier obliegt in vollem Umfang den vier Regionalligabereichen, unter Anwendung der für den Spielbetrieb gültigen Bestimmungen des DBB und unter Beachtung der für das zentrale Endturnier gültigen Ausschreibung des DBB. Die Einsatzberechtigung der Spieler der teilnehmenden Mannschaften muss von den Mannschaften jeweils durch den Meldebogen des DBB-Ligabüros nachgewiesen werden.

### Modus
Acht gemeldete Mannschaften werden auf zwei Gruppen aufgeteilt. In jeder Gruppe kann jeweils nur eine Mannschaft eines jeden Regionalligabereiches spielen. In den beiden Gruppen spielen sämtliche Mannschaften gegeneinander. Für jede Mannschaft ergeben sich drei Gruppenspiele. Nach Abschluss der Gruppenspiele werden in der Finalrunde die Platzierungen, in der Folge Rang eins bis acht, im direkten Vergleich der tabellenranggleichen Mannschaften beider Gruppen ermittelt. Überkreuzspiele bzw. ein Halbfinalspiel sieht der in der Ausschreibung festgelegte Modus nicht vor. Jede Mannschaft hat insgesamt vier Spiele zu absolvieren. Die Sieger der Finale in den vier Meisterschaftswettbewerben sind die Deutschen Meister Altersklasse Ü35 D, Ü35 H sowie Ü40 D und Ü40 H.

### Spielregeln und Durchführungsbestimmungen
Gespielt wird nach den 'Offiziellen Basketball-Regeln' des DBB, auf der Grundlage der jeweils gültigen FIBA-Spielregeln. Sie sind, wegen der besonderen Anforderungen eines Wochenendturnieres außerhalb des Regelspielbetriebes, zweckgerichtet angepasst worden (Spielzeiten, Auszeiten, Ausschluss beim vierten Foul etc.). Schiedsrichter sind in der Regel erfahrene Schiedsrichter aus dem Bereich des Deutschen Basketball Bundes, ausgestattet mit einer angemessenen Lizenz. Die Ansetzung erfolgt durch den DBB. Die sportlichen Durchführungsbestimmungen entsprechen denen, die in der Basketball-Bundesliga zur Anwendung kommen. Der DBB entsendet keine Technischen Kommissare zu den Turnieren der AK Ü35 und AK Ü40. Bei den Turnieren kann gegebenenfalls ein Schiedsgericht tätig werden.

### Ehrungen und Auszeichnungen
Jeder Turniersieger erhält den DBB-Wanderpokal des jeweiligen Wettbewerbs und einen Wimpel des DBB zum Verbleib auf Dauer. Die Spieler der drei erstplatzierten Mannschaften eines jeden Turniers erhalten, je nach Rang, eine goldene, silberne oder bronzene Medaille des DBB. Alle an den Turnieren teilnehmenden Mannschaften erhalten eine Urkunde vom DBB.

## Vermarktung der Turniere und Verbleib der Erlöse
Die Vermarktung der Turniere kann durch die Ausrichter erfolgen. Der DBB kommuniziert die Summe der besonderen Charakteristika der vier Turniere nicht. Es gibt kein Corporate Identity Konzept. Ein visuelles Erscheinungsbild kann von den Ausrichtern nicht vermittelt werden. Basiselemente eines unverwechselbaren, prägnanten Corporate Design, wie Farbgebung, Schrifttypen, Symbole, Logo, Onlineauftritt im Web etc. sind für diese Wettbewerbe nicht vorhanden und können zum Beispiel gegenüber Medien und Sponsoren nicht kommuniziert werden. Die besondere Identität der Turniere kann extern nicht wahrgenommen werden. Für die teilnehmenden Mannschaften werden Meldegebühren fällig. Sämtliche vereinnahmten Erlöse verbleiben beim Ausrichter. Die anfallenden Vergütungen und den Auslagenersatz für die Tätigkeit der Schiedsrichter übernimmt der DBB. Teilnehmende Vereine und Spieler tragen ihre sämtlichen anfallenden Kosten in vollem Umfang selbst.

## Wettbewerbsverzerrung durch verbotenes Doping
Ausschreibungsgemäß sind für die nationalen DBB-Wettbewerbe Deutsche Meisterschaften AK Ü35 und AK Ü40 die im Liga- und Pokal-Bereich des DBB gültigen Dopingbestimmungen in vollem Umfang gültig. Der Anti-Doping-Code des DBB kommt uneingeschränkt zur Anwendung. NADA Deutschland (Nationale Anti-Doping Agentur Deutschland), FIBA Europa und DBB sind befugt, Dopingkontrollen bei Spielern zu veranlassen.

## Maxi-Basketball
Basketball wird von Spielern und Spielern aller Altersstufen gespielt. Von Anfängern und erfahrenen Ligaspielern. Maxi-Basketball bezeichnet das Basketballspiel von erwachsenen Basketballern, die aufgrund ihres Alters nicht mehr am Regelspielbetrieb ihrer Verbände teilnehmen. Seit Anfang der 1990er Jahre hat sich international der Begriff 'Maxi-Basketball' etabliert. Maxi-Basketballer sind Freizeit- oder Gesundheitssportler und keine Ligaspieler des Regelspielbetriebs.
Maxi-Basketball vereint das lebenslange Basketballspiel, im sportlichen Freizeitwettbewerb mit dem Erleben von Kameradschaft und Verständnis zwischen Freizeitsportlern, unabhängig von Alter, Geschlecht, Herkunft, Religion oder Status. Wichtig ist vielen Maxi-Basketballer der regelmäßige soziale Kontakt untereinander.
Im Bereich des DBB gibt es zwei langjährig etablierte Maxi-Basketballwettbewerbe: die 'Deutschen Meisterschaften der Altersklassen Ü35 und Ü40' und die Altersklassenturniere der Bundesbestenspiele Basketball mit der unteren Altersgrenze fünfundvierzigstes Lebensjahr – beide Wettbewerbe getrennt für Frauen und Männer. Die Bundesbestenspiele Basketball sind beim DBB dem Bereich „Oldies“ zugeordnet. Der Deutsche Basketball Bund beruft und entsendet keine National- oder Auswahlmannschaften für Oldies aller Altersgruppen.